# Бамбукова завіса

Бамбукова завіса 1959 року. Сама завіса чорного кольору. Зазначимо, що в той час Лаос був союзником Сполучених Штатів, оскільки комуністичні сили Патет Лао не заволоділи країною до 1975 року. Межі нині незалежних колишніх радянських республік анахронічно показані для контексту.

Бамбукова завіса (кит.: 竹幕; англ. Bamboo Curtain) — політична демаркація під час холодної війни між комуністичними державами Східної Азії, та особливо Комуністичним Китаєм, а також капіталістичними і некомуністичними державами Східної, Південної та Південно-Східної Азії. На півночі та північному заході пролягали території Китаю, Радянського Союзу, В'єтнаму та інші радянських та прорадянських держав. На півдні та сході знаходилася капіталістично-некомуністична Індія, Японія, Індонезія та інші. Зокрема, після Корейської війни корейська демілітаризована зона стала важливим символом азійського розподілу, хоча сам термін «Бамбукова завіса» рідко використовується в цьому конкретному контексті.
Термін «Бамбукова завіса» походить від радянського терміна «Залізна завіса», який широко застосовувався в Європі з 1940-х років і аж до розвалу Радянського Союзу для позначення комуністичних кордонів цього регіону. Проте, термін «Бамбукова завіса» використовувався значно рідше. У першу чергу через те, що останній залишався відносно статичним (беззмінним) упродовж понад 40 років, а Бамбукова завіса навпаки — часто змінювалася. Вона також була більш-менш точним описом політичної ситуації в цьому регіоні через відсутність згуртованості в комуністичному блоці Східної Азії, що призвело до розколу китайсько-радянських відносин.
Під час Холодної війни комуністичні уряди в Монголії, В'єтнамі та пізніше Лаосі стали союзниками Радянського Союзу, і лише іноді співпрацювали з Китаєм, тоді як режим Пол-Поту в Камбоджі завжди був лояльний до Китаю. Після війни в Кореї Північна Корея ухилилася від боротьби між Радянським Союзом та Китаєм. А після розвалу комуністичного блоку в Азії Північна Корея залишається в хороших відносинах як з Росією, так і з Китаєм, хоча відносини між країнами досі залишаються напруженими.
Під час Культурної революції в Китаї китайська влада помістила деякі частини завіси під своєрідне блокування, що забороняло в'їзд або виїзд з країни без дозволу китайського уряду. Багатьом потенційним біженцям, які намагаються втекти в капіталістичні країни, не вдалося евакуюватися. А будь-які, навіть незначні послаблення призводили до великих хвиль біженців до британської колонії Гонконг.
Поліпшення відносин між Китаєм і Сполученими Штатами на завершальних етапах Холодної війни призвело до того, що термін поступово став втрачати свою значимість, за винятком випадків, коли це стосувалося Корейського півострова і поділу території впливу між союзниками США і союзниками СРСР на південному-сході Азії. Сьогодні демілітаризована зона, що розділяє Північну і Південну Корею, зазвичай описується як ДМЗ. Бамбукова завіса найчастіше використовується для позначення закритих кордонів і економіки Бірми. І з того моменту Бамбукова завіса почала поступатися місцем бізнес-моделі, що була названа Бамбуковою мережею.